# Barbastella leucomelas
Barbastella leucomelas е вид прилеп от семейство Гладконоси прилепи (Vespertilionidae). Видът не е застрашен от изчезване.

## Разпространение и местообитание
Разпространен е в Азербайджан, Армения, Афганистан, Бутан, Грузия, Египет (Синайски полуостров), Еритрея, Израел, Индия (Джаму и Кашмир, Западна Бенгалия, Мегхалая, Сиким, Утар Прадеш и Химачал Прадеш), Иран, Киргизстан, Китай, Непал, Пакистан, Провинции в КНР, Русия, Саудитска Арабия, Таджикистан, Тайван, Туркменистан, Узбекистан и Япония.
Обитава райони с умерен климат, гористи местности, пещери и долини.

## Описание
Теглото им е около 15,1 g.